# Поліщук Федір Аврамович
Ф́едір Авр́амович Поліщ́ук (18 квітня 1938, село Горбаків, Волинське воєводство, Польська Республіка, нині Рівненська область — 16 вересня 2024, Рівне) — лікар, дитячий хірург-уролог, засновник дитячої урологічної служби в Рівненській області.

## Життєпис
Народився в Чистий четвер 18 квітня 1938 року в сім'ї Аврама Дем'яновича Поліщука-Сульжука та Марії Вікторівни Поліщук (Повар) в селі Горбаків, яке входило тоді в ґміну Бугрин Рівненського повіту, Волинського воєводства Польщі.
Дитина війни, зростав без батька (загинув в таборах ГУЛАГу в січні 1942 р.). Мама важко працювала в колгоспі за трудодень, співала в церковному хорі. В 1955 році закінчив Гощанську 10-річну середню школу. В 1956—1958 (рр). навчався в Рівненському медичному училищі, де здобув фах фельдшера. В 1958—1961 (рр). служив в армії, брав участь в команді розмінування, представлявся до медалі «За відвагу». З 16.01.1961 р. по 30.08.1963 р. працював фельдшером та рентгентехніком в лікарні селища Ново-Здолбунів. Одним з перших в Рівненській області освоїв електрокардіографію. З 24.08.1963 р. по 27.06.1969 р. вчився в Львівському медичному інституті, закінчив педіатричний факультет з відзнакою (червоний диплом). В 1967 році по обміну в складі групи студентів проходив практику в Угорщині у місті Печ, де зустрічався з тодішнім Міністром охорони здоров'я СССР Петровським Б. В.
В 1965, 1966 і 1968 роках брав участь в освоєнні цілини в Кустанайській області як лікар будівельного загону студентів Львівського будівельного технікуму та лікар місцевої районної лікарні, нагороджений медаллю «За освоєння цілинних земель».
По рекомендації професора Карпенка В. С. був представлений до зайняття посади дитячого уролога як найбільш підготовлений дитячий хірург.
50 років Федір Поліщук присвятив хірургії і дитячій урології. Тривалий час був обласним дитячим урологом Управління охорони здоров'я Рівненської облдержадміністрації, займав посаду завідувача операційного блоку. Член Наукового товариства хірургів Рівненської області, Наукового товариства дитячих урологів України. Військове звання — капітан запасу медичної служби. Активний учасник самодіяльного народного хору Рівненської обласної лікарні. Нагороджений медаллю «Ветеран праці» (1989 р.), Почесною грамотою Міністерства охорони здоров'я «За вагомий внесок у розвиток охорони здоров'я та високий професіоналізм» (2008 р.), премією імені Євгена Борового у галузі хірургії (28.12.2018 р.)

## Професійна діяльність

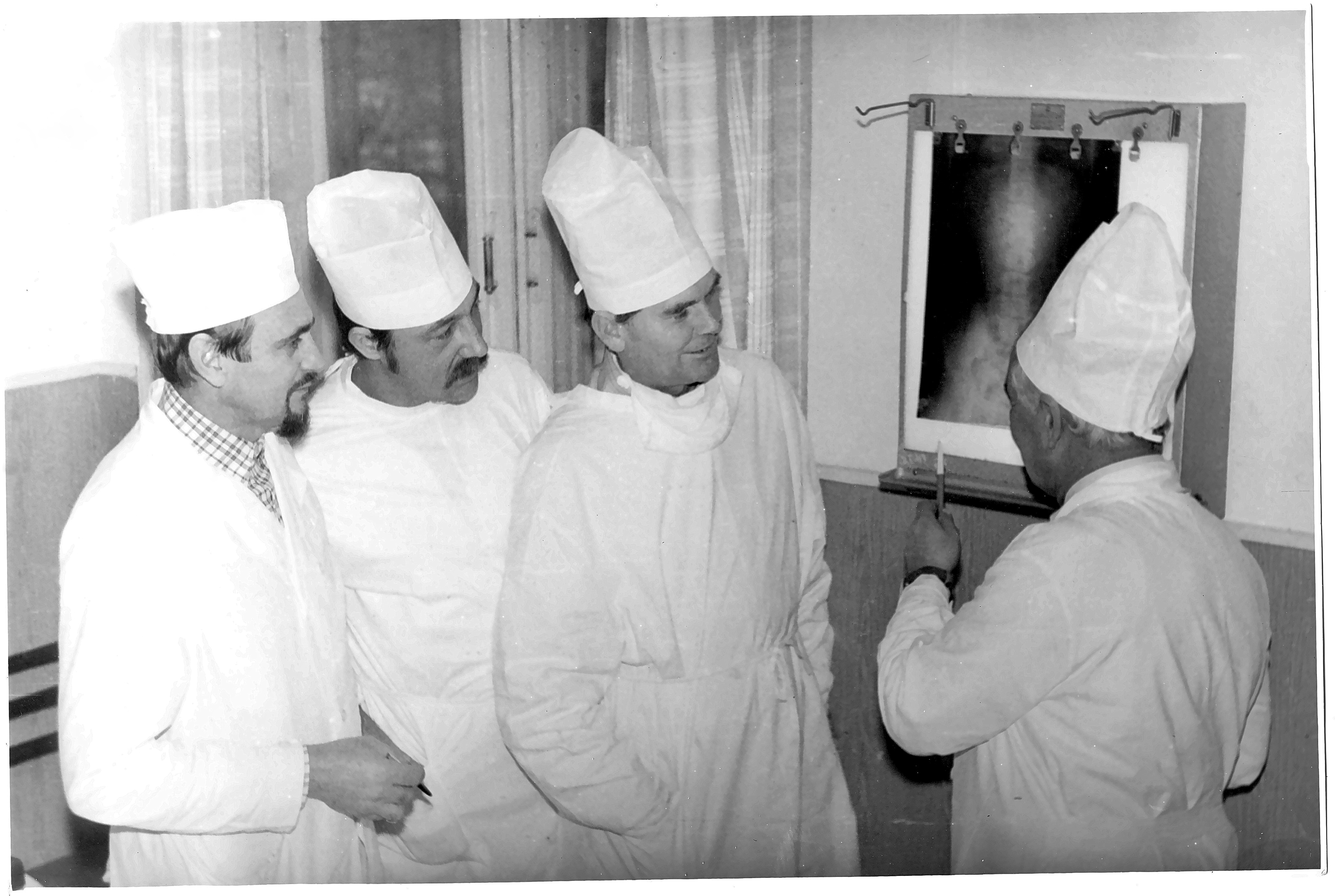
Клінічний розбір хворого. Зліва направо — Федір Поліщук, Валерій Худов, Аркадій Ваширенко, зав.дит.хірургією Марк Шейнбаум 1981 р.

Федір Поліщук, 26.04.2023 р.
- 01.08.1969 р. по 01.07.1970 р. підготовка в інтернатурі на базі Рівненської міської лікарні.
- 05.08.1969 р. по 21.07.1976 р. лікар-травматолог, лікар-хірург Рівненської міської дитячої лікарні.
- 22.07.1976 р. по 01.06.1989 р. ординатор відділення дитячої хірургії Рівненської обласної лікарні.
- 01.06.1989 р. по 30.06.2019 р. лікар хірург-уролог відділення планової хірургії Рівненської обласної дитячої лікарні.

Після закінчення медичного інституту багаторазово був на підвищеннях кваліфікації в клініках міста Києва, Харкова (професор Клепіков Ф. А.), Москви (професор Долецький С. Я.)
Вперше в Рівненській області запровадив оперативне лікування у дітей гіпоспадії, гідронефрозу, екстрофії сечового міхура, тотальної епіспадії, гострого захворювання яєчок, проводив операції при пухлинах нирок, сторонніх тілах уретри і сечового міхура, успішні реконструктивно-пластичні операції із зміни статі. Впровадив первинний шов уретри при розривах уретри і сечового міхура.
Основні праці: «Травма та вивих яєчка у дитини» (1971 р), «Гострий апендицит у дітей» (1977 р.), «Сучасні методи анестезіології та інтенсивної терапії дітей раннього віку» (1986 р.), «Уролітіаз у дітей» (1999 р.), «Оперативне лікування гідронефрозу у дітей» (2000 р.).

## Родина
- Дружина Дацюк Тамара Вячеславівна, лікар-педіатр, заслужений лікар України.
- сини: Тарас та Микола, дитячі хірурги.
- сестра Галина, агроном, співала у церковному хорі.

## Захоплення
Книги, туризм, фотографування, сплав по річках, здійснював паломницькі поїздки по Святих місцях України.

## Виноски
1. ↑  за старим стилем